# Cerastium brachypodum
Cerastium brachypodum är en nejlikväxtart som först beskrevs av Engelmann och Asa Gray, och fick sitt nu gällande namn av B. L. Robinson. Cerastium brachypodum ingår i släktet arvar, och familjen nejlikväxter. Inga underarter finns listade i Catalogue of Life.